# Осада Белграда (1690)
Осада Белграда (англ. Siege of Belgrade) произошла в 1690 году во время Великой турецкой войны. Войска османской империи, перешедшие в наступление, после шестидневной осады захватили белградскую крепость штурмом, перебив большую часть австрийского гарнизона.

## Предыстория
Белград был захвачен австрийцами под командованием курфюрста Баварии Максимилиана II 6 сентября 1688 года, после пяти недель осады. 20 дней спустя король Франции Людовик XIV вторгся в Рейнскую область, положив начало Девятилетней войне. Это событие заставило Леопольда I, императора Священной Римской империи, остановить все наступательные действия на Балканском полуострове и перенаправить основную часть своей армии на восток, к Рейну.
Это шаг позволил османской армии под командованием великого визиря Мустафы-паша Кёпрюлю Фазыла перегруппироваться и перехватить инициативу. 8 сентября 1690 года капитулировал имперский гарнизон Ниша при условии свободного отступления в Белград. 1 октября османская армия достигла Белграда силами в 40 000 пехоты и 20 000 кавалерии.

## Ход осады
Как только турки прибыли под Белград, граф д'Аспремон-Линден немедленно отвел свои войска из лагеря южнее предместья во внутреннюю часть крепости, а затем поджег предместья и занял только валы и редуты. 2 октября великий визирь предпринял атаку на указанные редуты, но его войска повсюду были отбиты. 4 октября Мустафа Кёпрюлю повторил эту атаку гораздо более крупными силами, которая теперь оказалась успешной, так что эти передовые оборонительные сооружения, за исключением тех, что обращены к Дунаю, попали в руки османов, которые немедленно открыли траншеи, ведущие к крепости.
Для атаки на крепость великий визирь сформировал три группы. После того как центральная атакующая колонна своими траншеями уже приблизилась к контрэскарпу на 80 шагов, правая колонна 6 октября предприняла громкую атаку на два редута на Дунае, все еще находившиеся в руках обороняющихся, и, выбив из них защитников, преследовала их до самого замкового рва. Однако в результате ожесточенного двухчасового боя христиане не только отбросили здесь турок, но и отбили два утраченных ранее редута.
7 октября осаждающие настолько близко подошли к замковому рву, протянувшемуся вдоль южной окраины Верхнего города, что оба противника забросали друг друга камнями и ручными гранатами, а минёры смогли начать свою деятельность. Ввиду этого Аспремон приказал в ночь на 8 октября эвакуировать два дунайских редута. В упомянутый день в крепость прибыл герцог де Круа и принял командование. В этот момент турецкая бомба подожгла так называемую Свинцовую башню замка. Последовали три мощных взрыва, взорвавшие все три пороховых погреба крепости. Массивные части стен упали в ров вместе с находившимися на них пушками; сотни защитников погибли из-за обрушения стен и скал, а те, кто остался в живых, включая Круа и Аспремона, отчаянно бежали в корабли на Дунае или пытались переправиться через реку на другой берег на лодках. В это время турки вошли в крепость со всех сторон и обезглавили всех, кто не успел бежать.

## Результаты
Вместе с Белградом были потеряны и 8 пехотных полков, составлявших ядро имперской армии. Это шокирующее несчастье чрезвычайно напугало венский двор. Император Леопольд и его окружение не только считали Буду потерянной, но и Вена опасалась прихода великого визиря. Придворный военный совет распорядился отремонтировать городские стены в Вене и другие укрепления, а император направил маркграфу Людвигу Баденскому приказ с быстрым курьером вызвать польскую армию, стоявшую в Молдавии.
Турки удерживали город вплоть до 1717 года, когда австрийцам удалось овладеть им снова.